# K팝스타 6 참가자 목록
SBS의 스타 오디션 프로그램 《K팝스타 6》의 음악가들을 나열한 목록이다. TOP 10과 그 외 저명한 음악가들을 나열한다.

## TOP 10

### 박현진
《K팝스타 6》최연소 참가자 우승 이후 YG엔터테인먼트와 계약을 체결함. 이후 스타쉽엔터테인먼트로 이적하여 2018년부터 음반 활동을 했으나 2020년 결별함.

### 김종섭
《K팝스타 6》최연소 참가자 우승 이후 YG엔터테인먼트와 계약을 체결함. 그 후 YG를 나오고 FNC엔터테인먼트와 계약을 체결.2020년10월8일 피원에이치:새로운 세계의 시작으로 영화 데뷔를 먼저 한다.그룹이름은 P1Harmony(피원하모니)이다.

### 크리샤 츄
Kriesha Tiu. 필리핀계 미국인. 《K팝스타6》 표 걸그룹 퀸즈로 TOP2까지 갔다. 얼반웍스이엔티 소속으로 5월24일 솔로 데뷔 앨범 발표하였다.

### 김혜림
디메이커 엔터테인먼트 소속 연습생. 《K팝스타6》표 걸그룹 퀸즈로 TOP2까지 갔다. 2017년 7월12일 데뷔한 걸그룹 2인조 라임소다로 새 싱글앨범이 나올때마다 멤버를 한명씩 추가 합류시키는 방식으로 팀을 꾸려나갈 계획이라고 한다. 2017년 7월12일 디지털 싱글 앨범 [Z Z Z]를 발표하였다.

### 김소희
후너스 엔터테인먼트 소속 걸그룹 《엘리스(ELRIS)로 민가린과 같이 데뷔하였다. 그전에 5월 19일 솔로곡 ‘스팟라이트(Spotlight)’ 디지털 싱글로 먼저 데뷔. 《K팝스타6》표 걸그룹 퀸즈로 TOP2까지 갔다.

### 전민주
《K팝스타 2》의 참가자이자 K팝스타2 표 걸그룹 《You U(유유)》로 TOP 8까지 갔다. 《K팝스타6》표 걸그룹 민아리로 TOP4에서 샤넌과 같이 탈락. 걸그룹 디아크의 전 멤버. 지금은 소속사 HYWY엔터테인먼트에서 걸그룹 《데이데이(DAY DAY)》로 데뷔 준비를 하다가 소속사 사정으로 인해 결국 데뷔 무산되었다. 2018년 디아크 멤버였던 유나킴과 함께 마루기획에서 칸(KHAN)으로 데뷔했다.

### 이수민
《PRODUCE 101》의 참가자이자 전 판타지오 소속 연습생. 《K팝스타6》표 걸그룹 민아리로 TOP4에서 샤넌과 같이 탈락. 현 아이유의 소속사인 로엔 엔터테인먼트의 계열사 페이브 엔터테인먼트와 계약했다 오는 2018년에는 시즌2 TOP 8 걸그룹 유유 (YOU U)를 활동했던 박소연과 같이 데뷔를 할 예정이였지만 퇴사 후 소속사 없음

### 고아라
애스토리 엔터테인먼트 소속 연습생. 《K팝스타6》표 걸그룹 민아리로 TOP4에서 샤넌과 같이 탈락《PRODUCE 101》박가을과 7월 5일 《페이버릿》걸그룹으로 데뷔하였다.

### 석지수
《판타스틱 듀오》의 참가자. TOP6에서 탈락

### 김윤희
TOP6에서 탈락. 《판타스틱 듀오》의 참가자이며 자신과 듀엣를 했던 가수 이문세의 소속사 케이문에프엔디와의 전속계약을 체결했다.

### 마은진
《PRODUCE 101》의 참가자 (도중 하차)이자 코리델 엔터테인먼트 소속이다. 걸그룹 플레이백 원년 멤버였으나, 데뷔를 앞두고 구설수로 인해 결국 데뷔가 무산되어 팀 탈퇴를 했다가 K팝 스타 시즌6에서 TOP8까지 진출했으며 종영 이후 다시 걸그룹 플레이백에 합류했다.

### 이서진
《판타스틱 듀오》의 참가자. TOP10.

### 유지니
《K팝스타 5》의 참가자 유제이의 동생. TOP10.
```
Mnet <
캡틴
> TOP3.
```

## 기타

### 한별
아버지가 스웨덴인인 혼혈 소녀. 《K팝스타 6》 종영 후 YG엔터테인먼트 소속 연습생.

### 백선녀
《듀엣가요제》의 출연자.

### 우녕인
《K팝스타 4》 출신 참가자.

### 지우진
《보컬 전쟁: 신의 목소리》의 출연자. 민영기의 매니저.

### 김주은
TOP17(14위)로, 후너스엔터테인먼트 소속이다.

### 김도연
《K팝스타 2》 출신 참가자.

### 민가린
후너스 엔터테인먼트 소속 연습생이자 김소희와 같이 걸그룹 《엘리스(ELRIS)》로 데뷔하였다. 《K팝스타6》에서 김혜림을 만나 같이 긴가민가팀으로 도전 하였지만 민가린은 기획사 캐스팅 오디션 문덕에서 6장의 연습생 캐스팅 카드가 소진되어 결국 아쉽게 탈락 하였다.

### 문형서 (케빈 문)
3라운드 팀 배틀 미션에서 탈락하였다. 2017년 12월, 더보이즈 멤버로 데뷔를 했다.

### 홍정민
안정민으로 개명했으며, 걸스플래닛999 : 소녀대전에 참가 후 2023년에 솔로로 데뷔했다.

### 배수민
걸그룹 STAYC의 멤버.

### 원종혁
슈퍼스타K5 출신이며, 이후 불토엔 혼코노에서 준우승을 차지했다.

### 김민서
이후 불토엔 혼코노 5위, 보컬플레이 2 15위에 올랐으며, 현재 SWAY의 멤버로 활동 중이다.